# Donja Bela Reka, Nova Varoš
Donja Bela Reka (izvirno srbsko Доња Бела Река) je naselje v Srbiji, ki upravno spada pod Občino Nova Varoš; slednja pa je del Zlatiborskega upravnega okraja.